# Blindagem de ripas

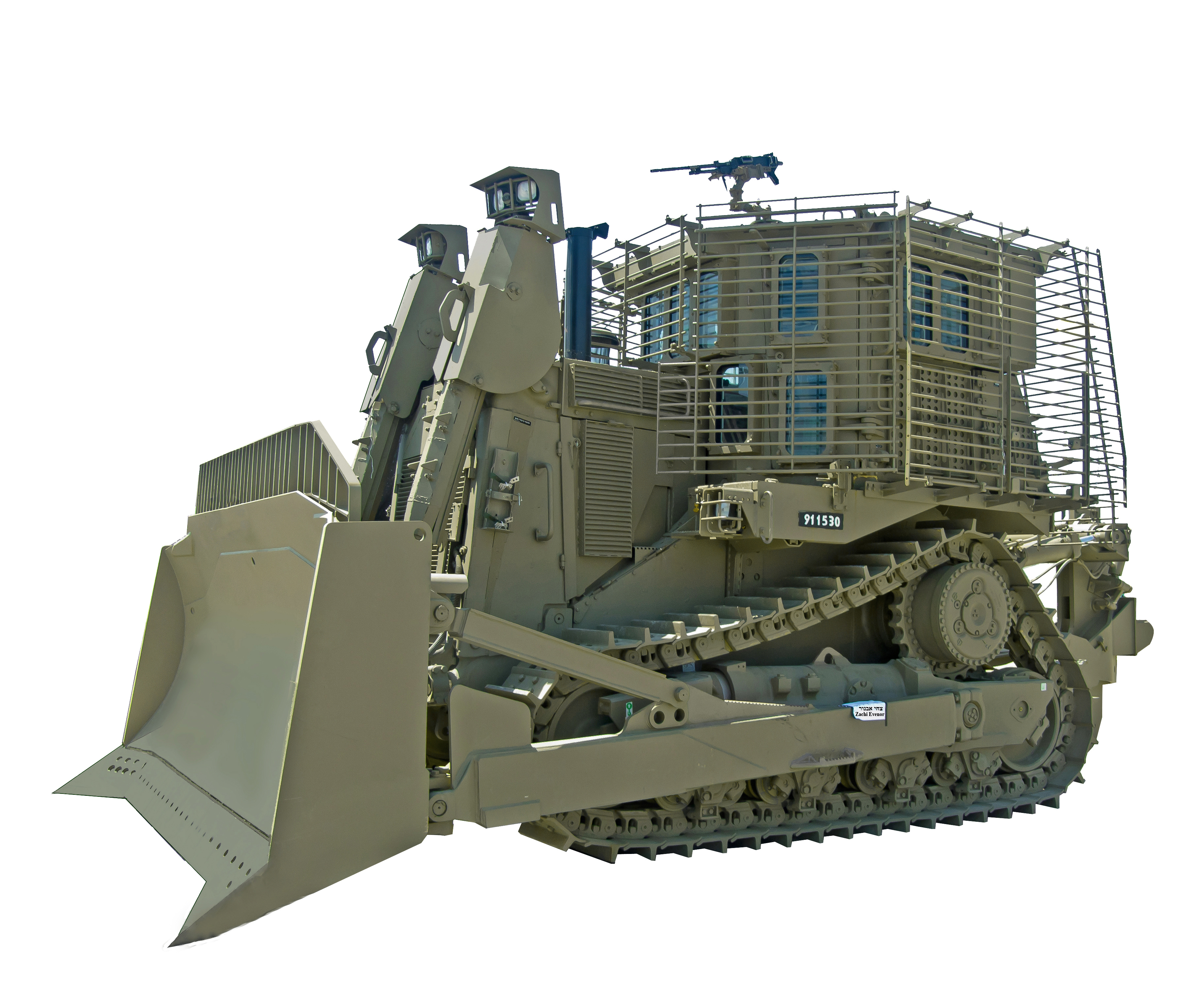
Um trator de esteira blindado Caterpillar D9 da IDF equipado com blindagem de ripas ao redor da cabine do motorista.

A blindagem de ripas ou blindagem de barras, é um tipo de blindagem de veículo projetada para proteger contra ataques antitanque altamente explosivo (HEAT), como os usados por mísseis guiados antitanque (ATGM) e granadas lançada por foguete (RPG).[carece de fontes?]

## Operação
A blindagem de ripas assume a forma de uma grade metálica rígida de ripas instalada ao redor de secções-chave do veículo, que interrompe a carga moldada da ogiva, esmagando-a, impedindo a detonação ideal, ou danificando o mecanismo de espoleta, impedindo a detonação total. Embora a blindagem de ripas seja eficaz contra mísseis que se aproximam, ela não oferece proteção completa - até 50% dos impactos de mísseis não são impedidos pelo design das ripas.  A blindagem de ripas tem maior probabilidade de ser eficaz se o espaçamento das ripas for menor do que o diâmetro da munição antitanque de alto explosivo (HEAT) que se aproxima, como as munições RPG, que são comumente 85 milímetros.

## História de combate

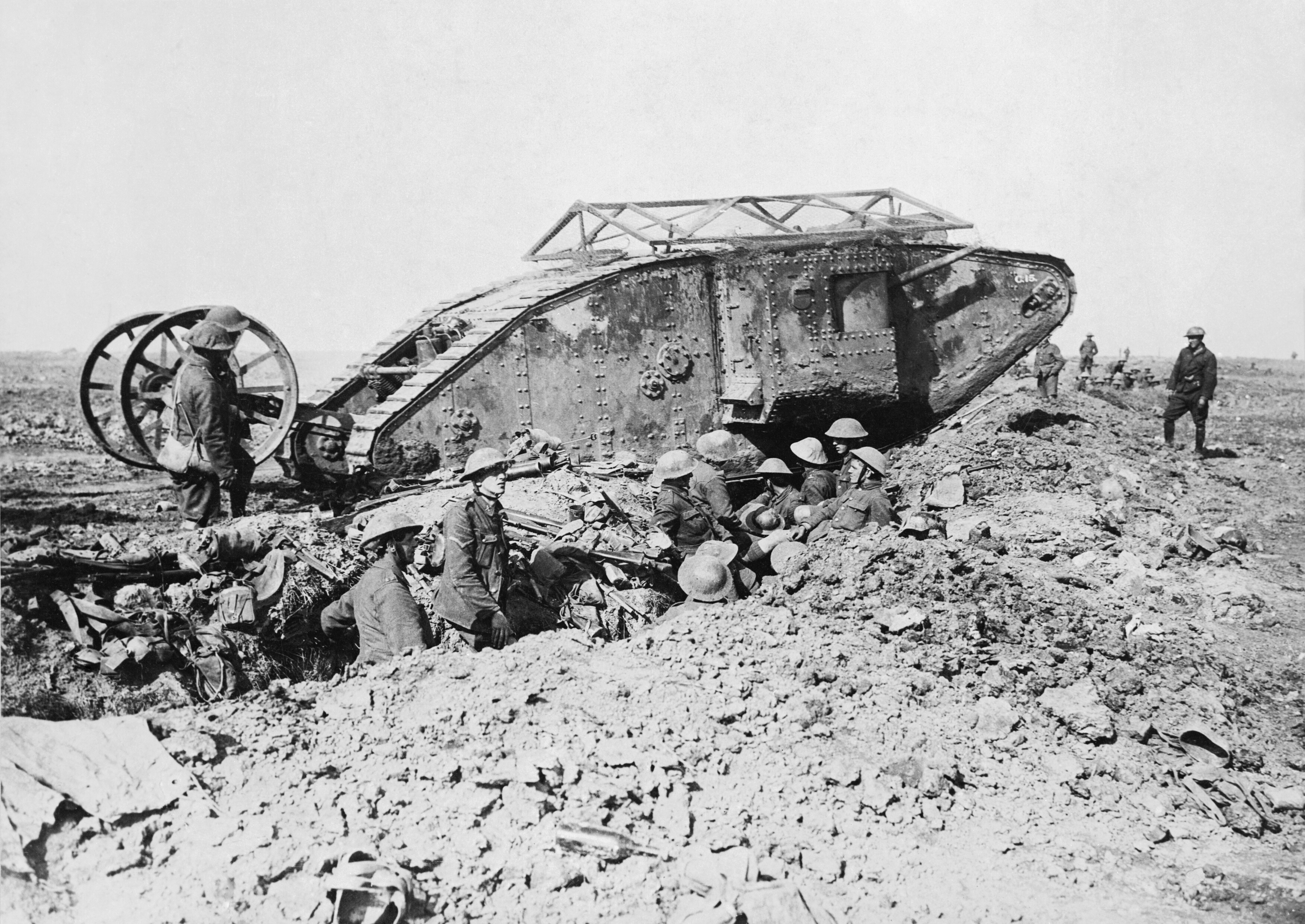
Um modelo de tanque britânico Mark I com uma grade de "escudo antigranada" na parte superior.

### Primeira Guerra Mundial
Alguns dos primeiros modelos de tanques britânicos Mark I foram equipados com um "escudo antigranada" externo de aço e arame, além de uma cauda de direção. Ambos os recursos foram descartados nos modelos subsequentes.[carece de fontes?]

### Segunda Guerra Mundial

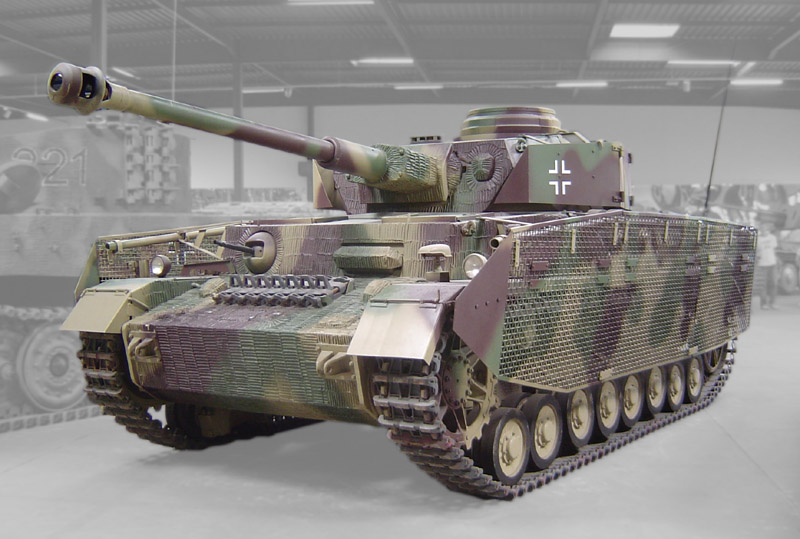
Panzer IV Ausf. H em exibição (com armadura de ripas) no Musée des Blindés em Saumur

A Wehrmacht alemã foi a primeira a empregar blindagem de gaiola durante a Segunda Guerra Mundial, usando Drahtgeflecht-Schürzen (em inglês : "aventais de malha de arame") para fortalecer os seus tanques contra fogo de óbus. Em março de 1943, Adolf Hitler ordenou que todos os novos Sturmgeschütz, Panzer III, IV e Panthers fossem equipados com Schürzen do tipo malha de arame ou chapa de aço. No entanto, a malha de arame não era tão fácil de produzir em massa quanto Schürzen de chapa de aço ou saias blindadas. Da mesma forma, os tanques do Exército Vermelho soviético, quando confrontados com o Panzerfaust, foram equipados com blindagem "molas de cama" feita de painéis de grade de malha de metal expandida.[carece de fontes?]

### Era da Guerra Fria

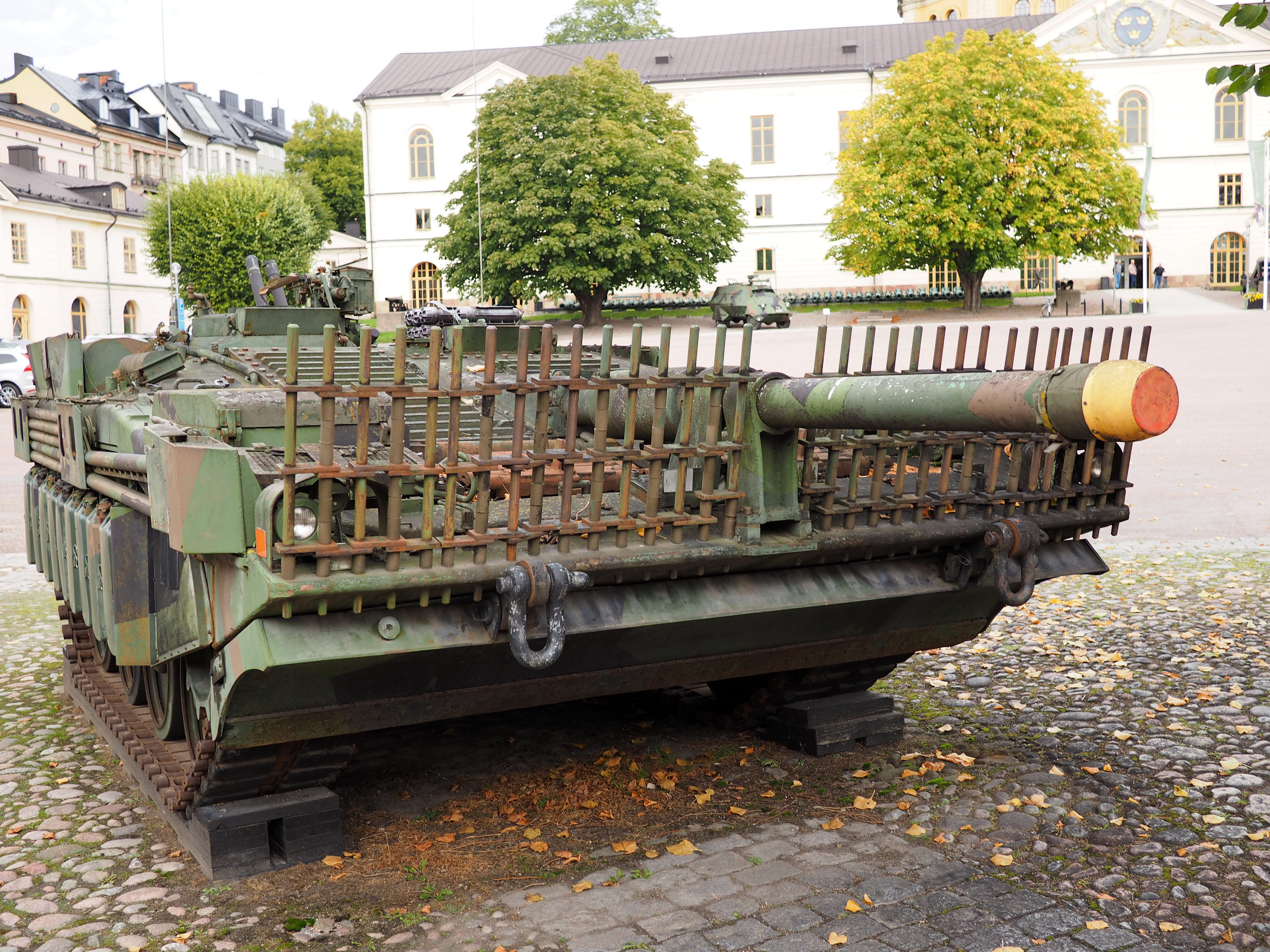
Um tanque Stridsvagn 103 C da década de 1960 no Museu do Exército Sueco, Estocolmo, com blindagem antitanque anti-explosiva na frente

Na Guerra do Vietname, a blindagem de ripas era comumente usada nas laterais de barcaças e barcos de patrulha americanos. O CCB-18 é um exemplo sobrevivente da Mobile Riverine Force que usava tal blindagem. Cercas de arame também foram colocadas em veículos como o M113 para derrotar RPGs vietcongues. O Stridsvagn 103 sueco da mesma época empregou uma grade de metal frontal muito mais pesada para proteger contra projéteis que se aproximavam.[carece de fontes?]

### Era moderna
Nos tempos modernos, a blindagem de ripas foi usada no trator blindado Caterpillar D9 R das Forças de Defesa de Israel (IDF), no veículo Force Protection Buffalo MPV MRAP, no General Dynamics Stryker, no BTR-4 ucraniano, no veículo de combate de infantaria Warrior,  no M113 APC, no Challenger 2 britânico, no tanque de batalha principal Leopard 2A6, e nos tanques russos T-62 .  A blindagem de ripas é preferida à blindagem de placas tradicional não apenas devido à sua eficácia contra ogivas de carga moldada, mas também devido ao seu peso muito mais leve, o que melhora a manobrabilidade do veículo.
A blindagem de ripas foi usada pela primeira vez no trator blindado Caterpillar D9 R da IDF israelita em 2005 e foi instalada em grande número em 2006. Na mesma época, em 2005, a blindagem de ripas foi proposta pela primeira vez para o Stryker por uma equipe de especialistas do Laboratório de Pesquisa do Exército (ARL), do Comando de Teste de Desenvolvimento e do Centro de Testes de Aberdeen (ATC) para proteger o veículo de RPGs. Em sete dias, o ARL e o ATC projetaram e produziram o primeiro protótipo, que mais tarde foi produzido em massa na Fábrica de Tanques do Exército de Lima, em Ohio, e implementado em diferentes variantes do Stryker. O design da blindagem de ripas tem a gaiola colocada 50cm à frente ao redor do veículo, permitindo que uma ogiva de RPG exploda a uma distância segura. Além disso, a blindagem de ripas dos veículos Stryker é supostamente eficaz contra projéteis HEAT.[carece de fontes?]
Em 2007, a BAE Systems desenvolveu um sistema de blindagem de ripas de alumínio muito leve chamado LROD, que foi usado inicialmente no Buffalo MPV e que alegava pesar metade do peso de projetos de aço comparáveis.  A BAE posteriormente equipou vários RG-31s do Exército dos EUA com uma variante do sistema LROD e também desenvolveu o sistema para os seus veículos RG-33, o Caiman e o JERRV. A blindagem de ripas também é usada no M1 Abrams americano como parte da série de guerra urbana Tank Urban Survival Kit (TUSK). Na Guerra Civil Síria, oEstado Islâmico do Iraque e do Levante (ISIS), o Exército Livre da Síria e o Exército Sírio equiparam os seus veículos blindados com blindagem de ripas caseira para protegê-los do impacto de RPG.[carece de fontes?]
Em agosto de 2016, a Rússia introduziu a blindagem de barras e ripas desenvolvida pelo Instituto Nacional de Defesa (NII) Stali e Uralvagonzavod para aumentar a proteção dos veículos blindados russos contra projéteis de RPG e projéteis HEAT de armas sem recuo em 55-60%. A blindagem pode ser integrada a uma variedade de veículos soviéticos e russos antigos, incluindo o BTR-50, BTR-60, BTR- 70, BTR- 80 /82, BTR-90, BMP-1, BMP-2, BMP-3, BRDM- 2, BRDM-3 e T-14 Armata, com o kit completo adicionando 1.000 kilograms (2.200 lb) de peso.

#### Montagem superior

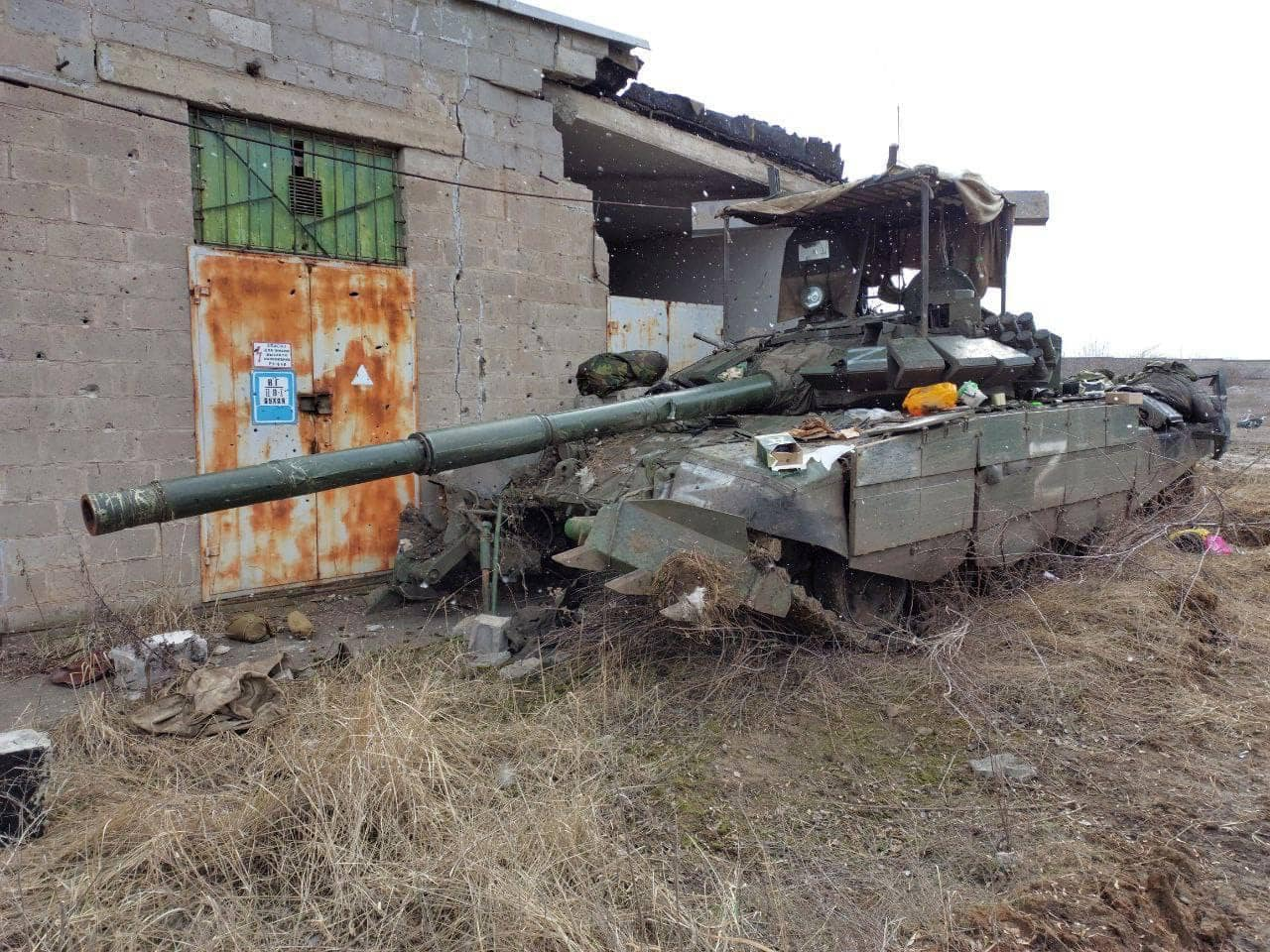
Um tanque russo T-72B3M abandonado e danificado com blindagem de ripas improvisada montada na parte superior durante a invasão russa da Ucrânia em Mariupol em 2022

Em 2021, vários tanques russos foram observados com blindagem de ripas improvisada montada na parte superior, feita de grades de aço; estes foram apelidados de kozyrek ot solntsa (em russo: козырек от солнца, lit. "viseiras solares") por equipas de tanques russos, e o Ministério da Defesa russo declarou em meados de 2021 que eles tinham como objetivo aumentar a proteção contra "várias armas". Em dezembro de 2021, o Exército ucraniano divulgou um vídeo de um exercício militar no qual um veículo blindado de combate (aparentemente um BTR equipado com uma torre semelhante ao T-64) carregando tal equipamento foi destruído por um míssil Javelin. Estas implementações adicionam peso ao tanque, aumentam o seu perfil visual e tornam mais difícil para a tripulação entrar e sair do veículo. Em 2022, durante a invasão russa da Ucrânia, onde foram usados em combate, foram pejorativamente chamados de " gaiolas de lidar"  por comunidades online de língua inglesa, analistas militares ocidentais e pelo secretário de defesa britânico, Ben Wallace, expressando ceticismo sobre a sua eficácia no mundo real, com base na suposição desses analistas de que a armadura foi provavelmente projetada numa tentativa de mitigar a ameaça de mísseis antitanque de cima para baixo, como o FGM-148 Javelin e outras munições de ataque de cima para baixo.
Outros analistas propuseram que elas podem ser usados como uma contramedida contra ogivas HEAT de armas como RPG-7s disparadas de cima durante combates urbanos, munições ociosas ou contra ataques de drones, como uma resposta às lições aprendidas com a guerra de Nagorno-Karabakh de 2020  e a Primeira Guerra Chechena . A falta de uniformidade entre as variantes de gaiolas improvisadas feitas de diferentes malhas e cercas de ferro sugere que elas são amplamente improvisadas pelas equipas dos tanques e não são padrão. Em maio de 2022, foi relatado em entrevistas aos média russos com alguns tanquistas russos que retornaram da Ucrânia que as suas tripulações eventualmente removeram as gaiolas, pois obstruíram o uso de metralhadoras e rádios e impediram a evacuação oportuna se o tanque pegasse fogo. No verão de 2023, vários tanques ucranianos que participaram da contra-ofensiva ucraniana de 2023 foram vistos com várias telas de teto, incluindo um Challenger 2, embora em vez de usar blindagem de ripas, a maioria deles usasse rede como material.
Em 16 de outubro de 2023, durante os ataques de 7 de outubro, tanques israelitas Merkava foram fotografados sendo implantados com blindagem de ripas, provavelmente em resposta à perda de um Merkava devido a uma ogiva PG7V lançada de um drone quadricóptero em 7 de outubro. O Hamas mostrou imagens de pelo menos dois ataques bem-sucedidos contra tanques Merkava usando drones lançando IEDs e ogivas de RPG. No entanto, alguns argumentam que, como a blindagem de ripas cobre apenas a torre, outras partes do tanque ainda ficam expostas.
Em 21 de março de 2024, imagens recentes do submarino Tula mostraram que ele foi equipado com blindagem de barras para evitar ataques de drones, o primeiro ativo oceânico a transportar tal modificação.

## Galeria

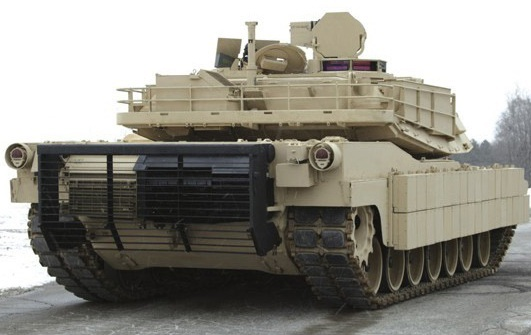
Blindagem de ripas protegendo a porta do escape do motor na parte traseira do casco de um M1 Abrams
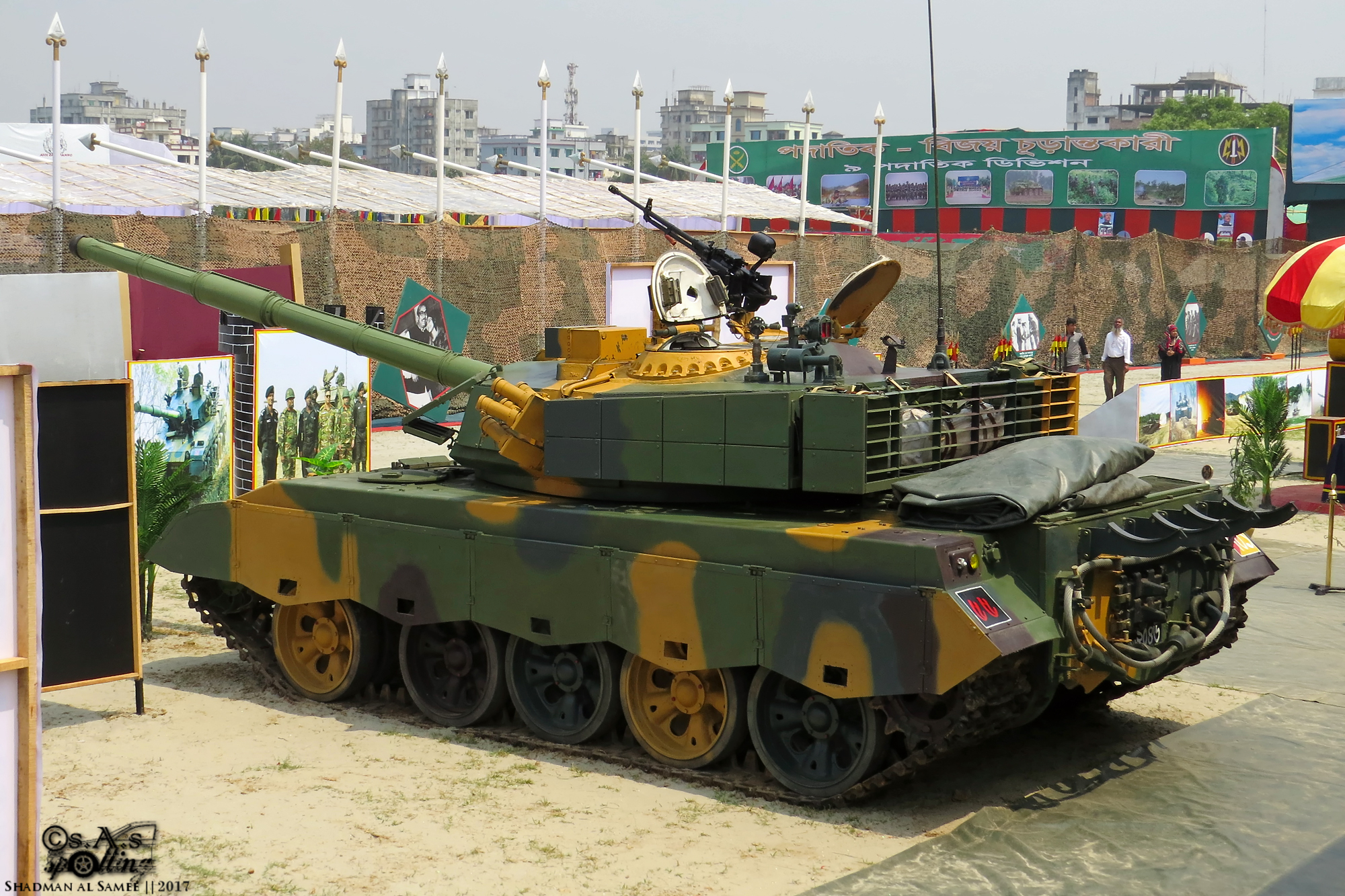
Blindagem de ripas protegendo a parte traseira da torre de um tanque Durjoy Tipo 59G
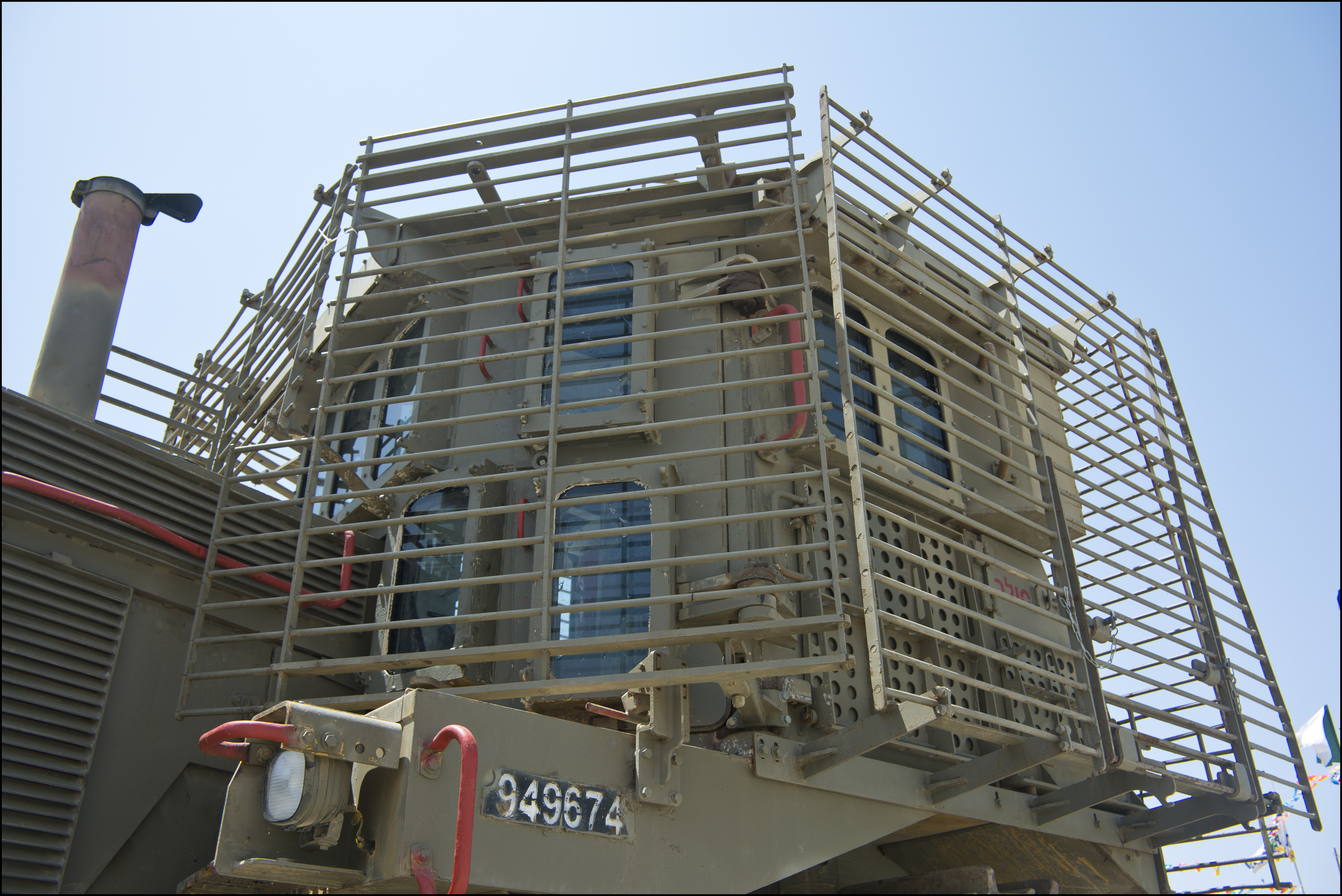
Blindagem de ripas de um trator blindado Caterpillar D9 da IDF
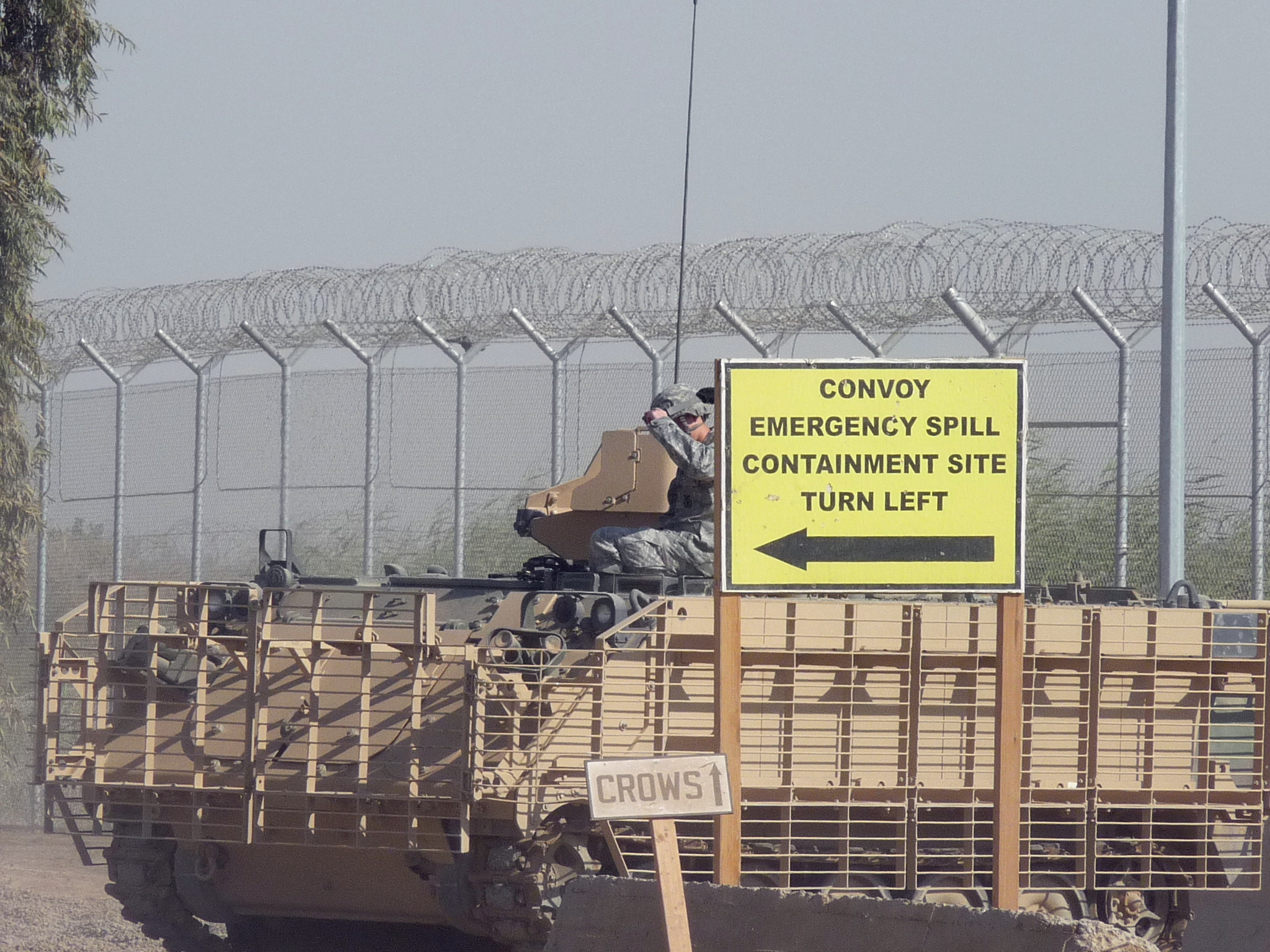
Blindagem de ripas num veículo blindado de transporte de pessoal M113 atualizado em 2008
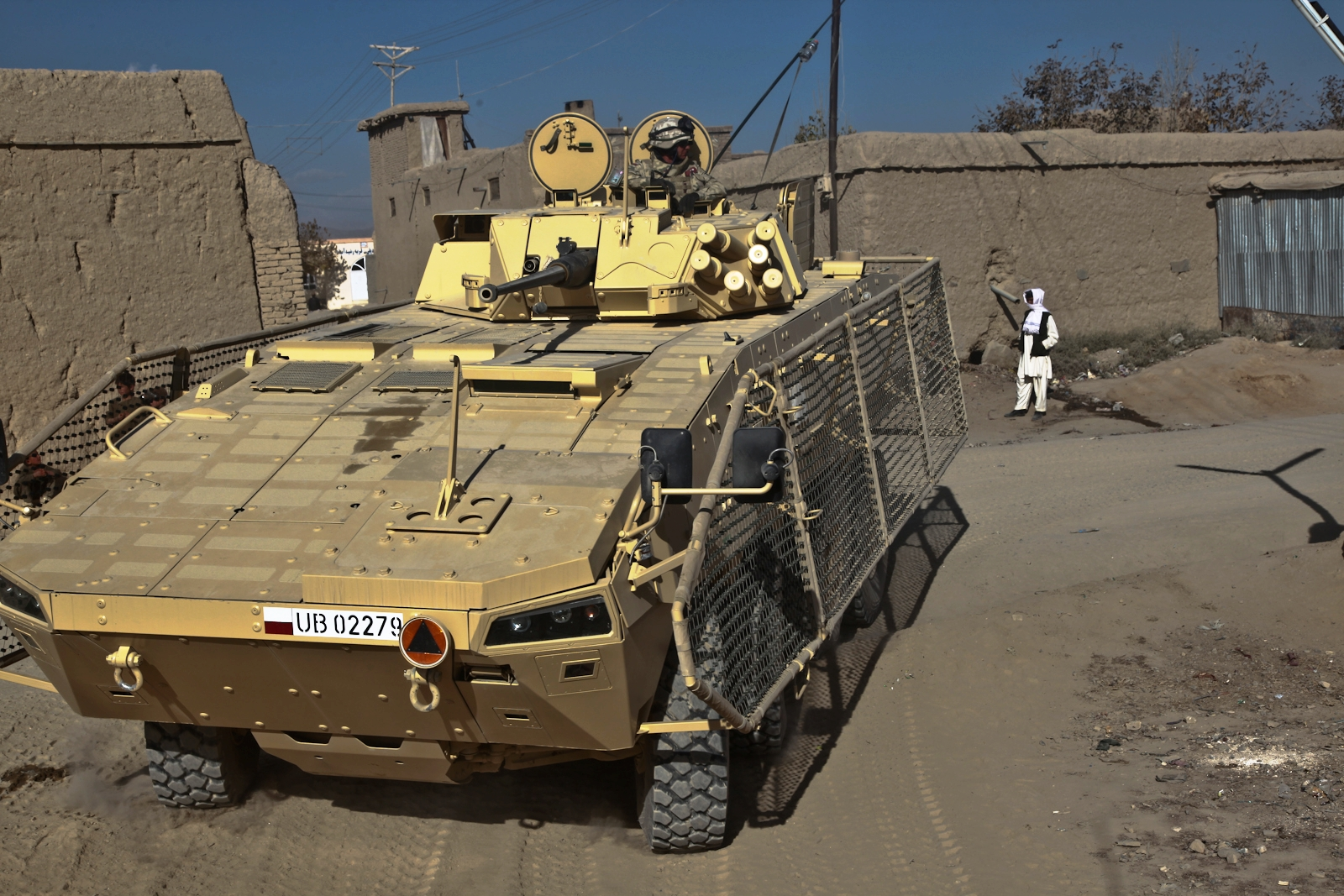
Tipo de rede mais leve instalado num KTO Rosomak polaco no Afeganistão em 2010
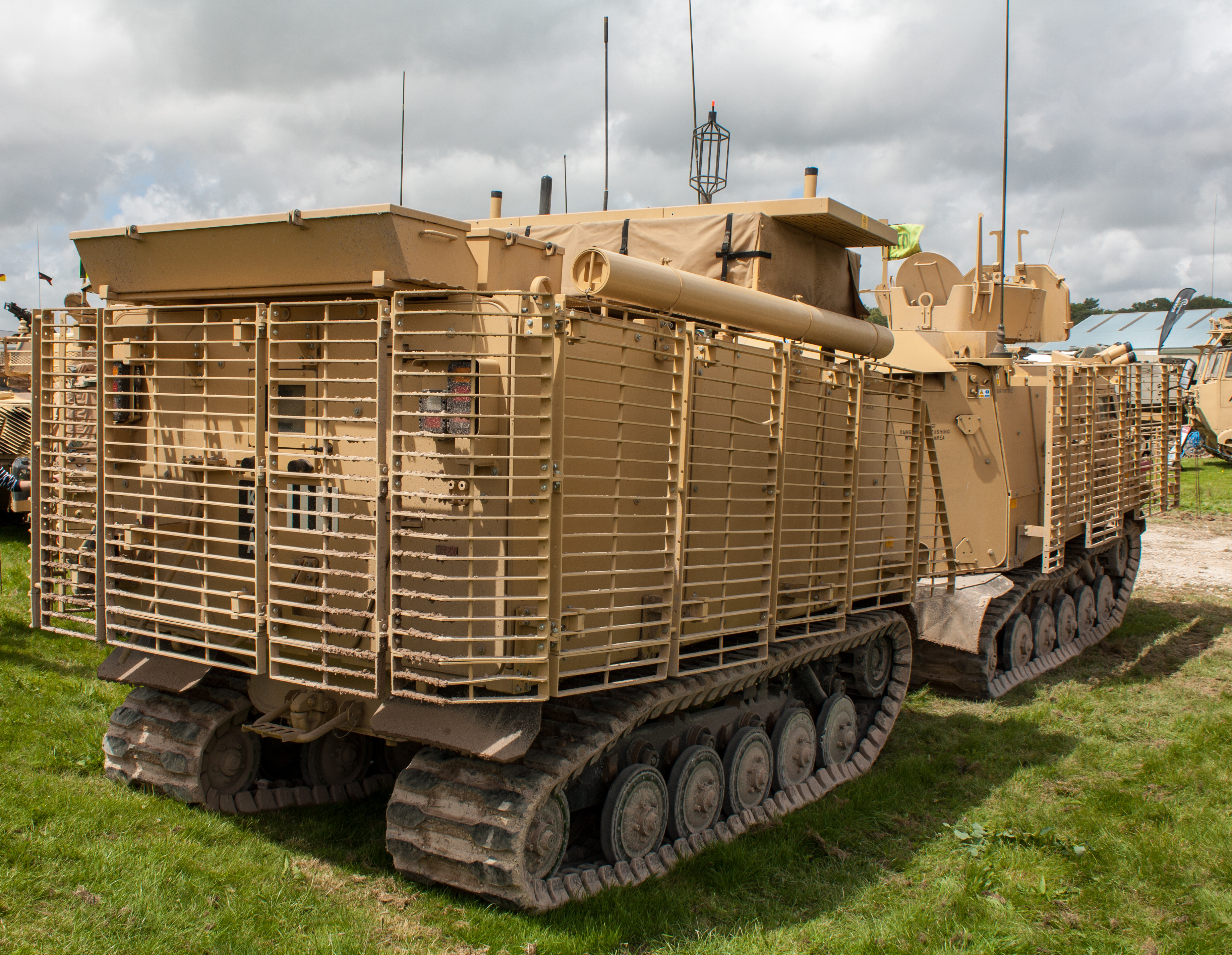
Blindagem de ripas num WARTHOG ATTC em 2012